# نوروز (لخش)
جماعت دهات نوروز (به خط تاجیکی: ҷамоати деҳоти Наврӯз) جماعت دهات در کشور تاجیکستان است که در ناحیهٔ لخش، منطقهٔ «ناحیه‌های تابع جمهوری» قرار دارد. جمعیت این جماعت ۱۲٬۶۳۳ نفر است.
تا پیش از ۱۶ دسامبر ۲۰۲۲ میلادی، نام این جماعت دهات جرگه‌تال (به خط تاجیکی: ҷамоати деҳоти Ҷиргатол) بوده.
مرکز اداری این جماعت، در روستای سرآسیاب قرار دارد.

## لیست دهات تابعه
- آب‌چکه (Обчака)
- سرآسیاب (Сариосиёб)[سابقا جرگه‌تال / Ҷиргатол]
- قلعه زنگ‌کوب (Қалъаи зангкӯб)[سابقا زنکان / Занкон]
- کوه‌دامن (Кӯҳдоман)[سابقا قرچین / Қарчин]
- میدان‌تیرک (Майдонтерак)
- ینگی‌یر (Янгиер)